# Ginosigma
Genre
Ginosigma est un  genre d'uropyges de la famille des Thelyphonidae.

## Distribution
Les espèces de ce genre se rencontrent en Asie du Sud-Est.

## Liste des espèces
Selon Whip scorpions of the World (version 1.0) :
- Ginosigma lombokensis Speijer, 1936
- Ginosigma schimkewitschi (Tarnani, 1894)

## Publication originale
- Speijer, 1936 : Die orientalischen Pedipalpen des Zoologischen Museums der Universitat Berlin. Mitteilungen aus dem Zoologischen Museum in Berlin, vol. 21, p. 249-263.